# کاسیو بیسیک
کاسیو بیسیک (به انگلیسی: Casio BASIC) یک زبان برنامه‌نویسی است که در ماشین‌حساب‌های کاسیو مانند کلس پد، سری PRIZM، سری fx-9860G ،fx-5800P، الجبرا FX و ماشین‌حساب‌های نموداری CFX استفاده می‌شود.
این زبان برنامه‌نویسی هیچ ربطی به استاندارد بیسیک ندارد که از ابتدای دههٔ ۸۰ به اصطلاح «کامپیوترهای جیبی» یا «کامپیوتر شخصی» از کاسیو را در خود جای داده‌بود که سری FX در میان آن‌ها یافت می‌شود. نسخهٔ بیسیک این ماشین‌ها Casio POCKETPC BASIC نام دارد.
این زبان، یک زبان برنامه‌نویسی با ساختار خطی و مبتنی بر بیسیک است. این زبان برنامه‌نویسی ابداع شد تا به کاربران اجازه دهد تا در محاسبات معمولی مانند قضیهٔ فیثاغورث و محاسبات پیچیدهٔ مثلثاتی برنامه‌ریزی کنند.
خروجی برنامه می‌تواند به‌صورت قابل پیمایش یا متن غیرقابل پیمایش، نمودارها یا با نوشتن داده‌ها در لیست‌ها و ماتریس‌ها در حافظهٔ ماشین‌حساب باشد. کاسیو همچنین چاپگرهای لیبل تولید می‌کند که می‌توانند با رول‌های کاغذ برای ماشین‌حساب‌های کاسیو بیسیک استفاده شوند. برنامه‌ها، متغیرها، داده‌ها و موارد دیگر را می‌توان از یک ماشین‌حساب به ماشین‌حساب دیگر (از طریق کابل SB-62) و از یک ماشین‌حساب به یک کامپیوتر (از طریق کابل USB) مبادله کرد. تمامی مدل‌های جدیدِ ماشین‌حساب‌های نموداری کاسیو، دارای هر دو پورت و شامل هر دو کابل می‌باشند.
ماشین‌حساب‌های کاسیو، مانند بسیاری از ماشین‌های سه سازندهٔ بزرگ دیگر، می‌توانند داده‌ها را از ابزارها از طریق یک دیتالاگر دریافت کنند که در آن دما، شدت نور، pH، شدت صدا (dBA)، ولتاژ و سایر پارامترهای الکتریکی را بررسی می‌شود. و همچنین سایر تفاسیر، و کاوشگرهای سفارشی برای اتصال به دیتالاگر می‌توانند برای استفاده با دیتالاگر و ماشین‌حساب، ساخته و پیکربندی شوند. ابزارهای موجود را نیز می‌توان برای ارتباط با ماشین‌حساب-داده نگار تغییر داد، به منظور جمع‌آوری چنین داده‌هایی، از جمله مواردی مانند ابزار آب و هوا و وسایل جمع‌آوری داده‌ها مانند نبض، فشار خون، مقاومت پوست گالوانیکی، EKG و غیره.
مانند Tiny BASIC، مفسر بیسیک برای کاسیو بیسیک تنها با یک آرایهٔ از پیش تعریف‌شده، نام متغیرها را به حروف A تا Z محدود می‌کند. برای ماشین‌حساب‌های گرافیکی کاسیو، x ،y ،r و θ نیز به عنوان نام متغیر برای محاسبات خاص استفاده می‌شود؛ بنابراین اندازهٔ آرایهٔ نام متغیرهای از پیش تعریف‌شده از ۲۶ به ۳۰ افزایش می‌یابد.
داده‌های عددی را می‌توان در لیست‌ها و ماتریس‌های موجود در ماشین‌حساب‌های کاسیو ذخیره کرد. به این ترتیب می‌توان از این زبان برای ساخت بازی‌هایی مانند بازی‌های Pong ،Monopoly و نقش آفرینی نیز استفاده کرد.
علاوه بر این، کاراکترها را می‌توان به عنوان رشته در حافظهٔ رشته ذخیره کرد.

## مثال‌هایی از برنامه‌نویسی در کاسیو بیسیک
برنامهٔ سلام دنیا در کاسیو بیسیک:
```
"Hello, world!"
```

برنامه‌ای که دنبالۀ فیبوناچی را محاسبه می‌کند:
```
"Generate # of Fibonacci Sequence…"
?→N
N≤0⇒Stop
0→A
1→B

For 1→J To N Step 1
A◢
A+B→C
B→A
C→B
Next
```